# Molophilus (Molophilus) lindsayi
Molophilus (Molophilus) lindsayi is een tweevleugelige uit de familie steltmuggen (Limoniidae). De soort komt voor in het Australaziatisch gebied.